# クレイグ・ガードナー
クレイグ・ガードナー（Craig Gardner, 1986年11月25日 - ）は、イングランド・ソリフル出身の元サッカー選手、現サッカー指導者。
ゲイリー・ガードナーは実弟。

## 経歴
アストン・ヴィラFCのユースチーム出身で、2005年1月にプロ契約を結ぶ。プレミアリザーブリーグでのプレーを挟み、FAプレミアリーグデビューは契約から約1年後の2005年12月26日のエヴァートンFC戦であった。この2005-2006シーズン終盤には初得点も記録している(2006年4月14日、ミドルスブラFC戦)。2010年1月、バーミンガム・シティFCへレンタル移籍。
2005年から2009年まではU-21イングランド代表の一員としてもプレーしており、UEFA U-21欧州選手権2009では決勝で歴史的大敗を喫したものの準優勝メンバーに名を連ねている。2011-12シーズンよりサンダーランドへ移籍。
2019-20シーズン終了をもって現役を引退し、バーミンガム・シティFCのコーチに就任。

## 所属クラブ
- アストン・ヴィラFC 2005-2010
- バーミンガム・シティFC 2010.1-2011
- サンダーランドAFC 2011-2014
- ウェスト・ブロムウィッチ・アルビオンFC 2014-2017
  -  バーミンガム・シティFC 2017 (loan)
- バーミンガム・シティFC 2017-2020